# L'Île de la Petite Vuilleraine
 (septembre 2024).
L'île de la Petite Vuilleraine est une île artificielle crée sur le lac de Morat durant l'hiver 2023-2024.

## Géographie
L'île est entièrement composée de sable. Elle fait environ 2300 mètres carrés et 55 m de diamètre.
Elle se situe dans le lac de Morat à environ 100 m du bord du lac et à 300 m du centre de Salavaux.

## Histoire
La fin de l'année 2023 a vu plusieurs crues de la Broye, rivière alimentant le lac de Morat. Chaque crue a amené une grande quantité de limon qui a fini par empêcher la navigation sur ce cours d'eau. Afin de rouvrir au plus vite la circulation, un système de dragage du sable a été mis en place par le Canton de Vaud à l'embouchure de la Broye. Le sable aspiré a été déposé quelques centaines de mètres plus loin et a conduit à la formation d'une Île, La Petite Vuilleraine.
Le 7 septembre 2024, une délégation de citoyens s'est rendue sur l'île et l'a officiellement nommée "La Petite Vuilleraine".